# Eduardo Arroyo
Eduardo Arroyo Rodríguez (Madrid, 26 de febrero de 1937-Madrid, 14 de octubre de 2018) fue un pintor, escultor y grabador español de estilo figurativo, clave de la figuración narrativa como de la Neoplasticismo (o nueva figuración) española y vinculado al pop art. También dedicó parte de su tiempo a la escritura.
Refugiado en París desde 1958 por causa de su antifranquismo, Arroyo cobró tardíamente protagonismo en el circuito artístico nacional, a partir de los años 1980, tras un alejamiento de dos décadas forzado por el régimen franquista. Actualmente, sus obras cuelgan en los más reputados museos de arte moderno españoles y extranjeros y su creatividad se extiende a las escenografías teatrales y las ediciones ilustradas.

## Vida y obra
Arroyo nació en la calle de Argensola, con raíces leonesas. Su padre, Juan González Arroyo, falangista, fue un apasionado del teatro, que escribió, dirigió e interpretó obras teatrales y trató a García Lorca, Jardiel Poncela y J.Benavente y lo matriculó en el Liceo Francés. Su padre falleció en 1943, al tener un accidente laboral en un teatro. Tras finalizar la carrera de Periodismo (1957), se trasladó a París (“como muchos otros”, según él) huyendo del ambiente asfixiante del franquismo. Dejó atrás una primera etapa de caricaturista con incipientes coqueteos en la pintura, aunque su primera vocación fue escribir, tarea que prosiguió hasta el final.
Simultaneó la escritura con la pintura, pero ya en 1960 vivía de su labor como pintor. Su actitud crítica ante las dictaduras, tanto las políticas como las artísticas, le empujó a iniciativas controvertidas. Optó por la pintura figurativa en unos años de aplastante dominio de la pintura abstracta en París, y sus primeros temas recordaban a la “España negra” (efigies de Felipe II, toreros, bailarinas) pero en clave cáustica y nada romántica. De un uso matérico del color, Arroyo pasaría a una técnica más propia del “pop art”, de colorido vivo y pincelada más lisa. Temprano ejemplo de ello es “Robinson Crusoe”, de 1965 (Lausana, Museo Cantonal de BB.AA.).
Arroyo expuso en una colectiva en París ya en 1960 (“Salón de la Joven Pintura”), pero su primer impacto público se produjo tres años después, al presentar en la III Bienal de París del políptico Los cuatro dictadores, una serie de efigies de dictadores, que provocó las protestas del gobierno español. Igualmente en 1963, Arroyo preparó una muestra en la galería Biosca de Madrid, que se inauguraría sin su presencia, ya que debió huir a Francia perseguido por la policía; la exposición se censuró y cerró a los pocos días.
En julio de 1964 participó en la muestra Mitologías diarias, fundadora del movimiento de la figuración narrativa al Museo de Arte Moderno de París con Bernard Rancillac, Hervé Télémaque, Peter Klasen, Antonio Recalcati, Jacques Monory, Leonardo Cremonini, Jan Voss y Öyvind Fahlström y el año siguiente en la muestra epónima La figuración narrativa en el arte contemporáneo, donde presentó con Gilles Aillaud y Recalcati el políptico Vivir y dejar morir o el fin trágico de Marcel Duchamp, hoy día conservado en el Museo Reina Sofía, que constituye el manifiesto de este movimiento.
La opción figurativa de Arroyo tardó en ser aceptada en París. Su primera clientela más o menos estable fue italiana; gracias a sus ventas en Italia pudo subsistir en Francia.
Características de muchas de sus obras son la ausencia generalizada de profundidad espacial y el aplanamiento de la perspectiva.
Arroyo rechazaba la devoción incondicional por algunos vanguardistas (Marcel Duchamp, Joan Miró), que consideraba impuesta por modas. Pero aunque le han etiquetado de reaccionario, es doblemente rebelde en realidad: desmitifica a los grandes maestros y defiende el papel del mercado como protector y termómetro del arte, frente a la red de museos e influencias sufragada con el dinero público.
Arroyo ridiculiza y “reinterpreta” los tópicos españoles con toques surrealistas. Ejemplo de ello es el lienzo “Caballero español”, donde el protagonista posa con un vestido de noche (1970; París, Centro Georges Pompidou). En 1974, Arroyo fue expulsado de España por el régimen, y recuperaría su pasaporte tras la muerte de Franco, en 1976. Sin embargo, su despegue crítico en España no fue inmediato y se demoraría hasta principios de los 80; en 1982 se le otorgó el Premio Nacional de Artes Plásticas de España, un desagravio por el olvido sufrido hasta entonces. Ese mismo año, el Pompidou de París le dedica una retrospectiva. Dicho museo posee otra pintura relevante: “Dichosos quien como Ulises I” (1977).
Su actividad como escenógrafo arrancó con el cineasta Klaus Grüber y tuvo uno de sus hitos en 1982, con La vida es sueño de Calderón de la Barca, bajo la dirección de José Luis Gómez. En 1999 montó con Grüber la ópera Tristán e Isolda, de Wagner, en el Festival de Salzburgo. También ha producido esculturas e ilustrado libros.
En 2000, el Ministerio de Educación, Cultura y Deporte le concedió la Medalla de Oro al mérito en las Bellas Artes. En León hay varias esculturas urbanas suyas, polémicas, como una enorme mosca pegada al muro de la iglesia anexa al IES Legio VII o un unicornio colgante de grúa, en la histórica Plaza Puerta del Castillo, inaugurada en 2011 y que costó 800.000 euros. También en la ciudad hay expuesto un Eolo suyo. Tuvo una casa-taller en Robles de Laciana, el pueblo natal de su madre, donde pasó parte de su infancia. Estuvo casado con Isabel Azcárate, ex-directora de la Galería Marlborough. Dandy y con buena situación económica, tuvo obras de Andy Warhol, Nacho Criado y de sus amistades Giles Aillaud y Jan Voss.
El artista falleció el 14 de octubre de 2018 en Madrid.
Eduardo Arroyo cuenta actualmente con presencia en muchos importantes centros de arte mundiales. El Museo Reina Sofía de Madrid expone tres de sus 11 lienzos entre 13 obras, destacando Carmen Amaya fríe sardinas en el Waldorf Astoria, donde el personaje se representa simbólicamente con un mantón andaluz, Los cuatro dictadores de 1963 y Vivir y dejar morir de 1965. El Museo de Bellas Artes de Bilbao, que le dedicó una muestra, posee El camarote de los hermanos marxistas (gran cuadro que mezcla cine y comunismo, dos de sus temas recurrentes) y recibió del artista, en donación, un centenar de grabados. Obras de Arroyo se encuentran también en el IVAM de Valencia, el MACBA de Barcelona, el Museo Municipal de Madrid, el Museo de la Colección Berardo de Lisboa, el Museo Cantonal de Bellas Artes de Lausana o la Nueva Galería Nacional de Berlín, con los tres lienzos General Resfriado N°1 a N°3 de 1962. En la colección del Museo nacional de arte moderno de París están 13 obras incluyendo 4 lienzos y un lienzo en la del Museo de Arte Moderno de París, perteneciente a la ciudad, y la del MOMA de Nueva York. En 2013 ganó el Premio ABC Cultural & Ámbito Cultural.